# Валентний перехід
Валентний перехід (рос. валентный переход, англ. valence transition) — перехід, що спостерігається в деяких матеріалах, до складу яких входять атоми рідкісноземельних та актиноїдних елементів, у яких електронна заселеність 4f або 5f орбіталей змінюється за зовнішніх умов, напр., при зміні температури та тиску.
Приклад. Перехід при тиску приблизно 0.65 ГПа, коли чорний напівпровідниковий Sm2+S2– змінюється на золотий металічний (Sm3++ e–)S2–.